# Принцип насолоди
«Принцип насолоди» також відомий українською як Принцип задоволення (рос. Принцип удовольствия; пол. Zasada przyjemności; чеськ. Princip slasti) — мультимовний 10-серійний детективний серіал 2019 року режисера та продюсера Даріуша Яблонського, створений у копродукції українською компанією Star Media, чеською компанією ČT1, польською компанією Apple Film Production та польським підрозділом французького каналу Canal+.
Основна частина серіалу знята трьома мовами: частину що відбувається в Варшаві знято польською, частину що відбувається у Празі знято чеською, а частину що відбувається в Одесі знято російською мовою; невелика кількість спільних сцен де за сюжетом поліцейські різних країн спілкуються з іноземними колегами знята англійською.
Міжнародна прем'єра телесеріалу відбулася в Польщі 9 червня 2019 року на телеканалі Canal+; для показу в Польщі репліки російською та чеською мовою було закадрово озвучено польською мовою. В Україні прем'єрний показ телесеріалу відбувся на телеканалі «1+1» у понеділок 17 серпня 2020 року; для показу в Україні більшість реплік російською, було дубльовано українською мовою компанією «Star Media» (однак деякі репліки російською так і залишили російською, і ці репліки субтитрували українською), а репліки польською та чеською було озвучено закадрово.

## Сюжет
Ця кримінально-детективна історія розповідає про маніяка-вбивцю. Він залишає єдиний знак — трупи жінок без однієї руки з однаковими слідами вбивства. Все це відбувається трьох містах різних країн: українській Одесі, польській Варшаві та чеській Празі. Тому, поліцейські початку самотужки, а потім, певно, разом, намагаються зрозуміти чому так чинить маніяк і як він обирає жертв. Події тримають глядача в напрузі частою зміною локацій: то Приморський бульвар чи готель «Бристоль» в Одесі, потім Національний театр (Národní divadlo) в Празі або фантастична панорама нічного міста, згодом варшавський аеропорт Шопена та Палац культури та науки, відомий як «дім Сталіна». Міста, крім дій маніяка також поєднують ще й самі жінки: загибла в Одесі була полькою, а жертва у Варшаві приїхала туди з Києва. Крім того, у Варшаві є район, який називається Прага. Український слідчий Сергій Франко також має особистий інтерес. Його матір у свій час загинула від рук «останнього серійного вбивцю в Україні». Після цього його зловив його батько, працівник карного розшуку.

## Мова телесеріалу
Основна частина серіалу знята трьома мовами: частину що відбувається у Варшаві знято польською, частину що відбувається у Празі знято чеською, а частину що відбувається в Одесі знято російською мовою; невелика кількість спільних сцен де за сюжетом поліцейські різних країн спілкуються з іноземними колегами знята англійською.

## У ролях
У серіалі брали участь наступні актори:

### У головних ролях
- Сергій Стрельников — Сергій Франко, український слідчий з Одеси
- Малгожата Бучковська — Марія Соколовска, польська слідча з Варшави
- Карел Роден — Віктор Сейферт, чеський слідчий з Праги

### У ролях
- Дмитро Олешко — Богдан Осташенко
- Стіпе Ерцег — Антон
- Станіслав Боклан — Артем Єфремов, начальник відділення поліції Одеси
- Альона Іллєнко
- Дарія Плахтій — Юля, кримінальна журналістка, коханка слідчого
- Наталія Васько — Ольга, паталогоанатом
- Роберт Гонера — Юзеф Кравець
- Криштов Гадек — Ота Валента
- Давид Чупринський — Марек Мельник, аспірант
- Мирослав Бака — Маріуш Возняк
- Редбад Клінстріт — Васяк
- Уршуля Грабовська — Ванда Броніше
- Петро Махалиця — Густав, патолог
- Марцин Тироль — Вітольд Патрік Броніше
- Артем Мануйлов — «Скорпіон»
- Магдалена Поцеха — Едіта Пайонк, коханка Броніше
- Міхал Далецьки — Іван, патолог
- Анна Гейслерова — Даніела Хегерова, прокурор
- Анджей Немит — Вацек, перекладач
- Юлія Венява-Наркевич — Наталя
- Конрад Шиманьський — Єндрека
- Ванда Конечна — Хана
- Петро Франек — Яромир
- Густав Бубнік — Пйотр Собота, директор театру
- Христина Расова — Маркета
- Пйотр Мязга — Болек
- Мирослав Пісарек — Стефан Джізга
- Ізабела Яросіньська — Віра Вітова
- Марек Тацлік — Мирослав Роснер
- Роберт Міклус — Зденек
- Мартін Фінгер — Мілан
- Дорота Сегда — Барбара
- Мартін Пехлат — Когоут
- Вадим Набоков — Чернявський
- Олександр Таран — повар
- Сергій Дашевський — директор готелю
- Валерій Остапенко
- Сергій Ярий — шеф-повар
- Лукаш Осик — Мацек
- Марта Данцінгерова — Яна
- Володимир Міняйло — Степан Франко
- Філіп Бжезіна — Любор

## Український дубляж та закадрове озвучення
Для телепоказу в Україні телеканалом 1+1 більшість реплік російською мовою, було дубльовано компанією «Star Media» (однак деякі репліки російською так і залишили російською, і ці репліки субтитрували українською), а репліки польською та чеською було закадрово озвучено двома акторами: Юрієм Ребриком (всі чоловічі ролі) та Інною Капінос (всі жіночі ролі).

## Виробництво

### Кошторис
Загальний кошторис проєкту — 5.2 млн євро. Частка російської компанії Star Media у фінансуванні виробництва становила 25 млн грн, з них російська Star Media оплатила 50 % (₴12.5 млн) а решту 50 % (₴12.5 млн) оплатили з українського бюджету, оскільки у 2018 році проєкт серіалу Принцип насолоди став одним із переможців конкурсу фільмів патріотичного спрямування Міністерства культури України.

### Фільмування
Серіал створений у копродукції російською компанією Star Media, чеською компанією ČT1, польською компанією Apple Film Production та польським підрозділом французького каналу Canal+. Продюсерами серіалу виступили Влад Ряшин, Олексій Терентьєв, Ізабелла Войцик та Віолетта Камінська.
Російськомовну частину серіалу знімали 2018 року в Одесі та в Києві.

### Музика
Музику для серіалу створив Міхал Лоренц.

## Реліз
В Польщі повноцінний прем'єрний показ всіх 10 серій телесеріалу розпочався 9 червня 2019 року на телеканалі Canal+; для показу в Польщі репліки російською та чеською мовою було закадрово озвучено.
В Чехії повноцінний прем'єрний показ всіх 10 серій телесеріалу розпочався 14 жовтня 2019 року на телеканалі ČT1; для показу в Чехії репліки російською і польською мовою було дубльовано чеською мовою.
В Україні вперше дві пілотні серії серіалу демонструвались у конкурсі «Серіалів» на 10-му Одеському міжнародному кінофестивалі у липні 2019 року. В Україні повноцінний прем'єрний показ всіх 10 серій телесеріалу розпочався 17 серпня 2020 року на телеканалі 1+1; для показу в Україні більшість реплік російською, було дубльовано українською мовою студією «1+1» (однак деякі репліки російською так і залишили російською, і ці репліки субтитрували українською), а репліки польською та чеською було закадрово озвучено.
Згодом відбулася прем'єра в кількох інших країнах; так прем'єра на італійському телеканалі RAI 4 відбулась наприкінці 2020 року; для телепоказу в Італії дистриб'ютори замовили дубляж італійською мовою..

## Скандали
У липні 2019 року в українському сегменті інтернету розгорівся скандал після того як українські глядачі дізналися що для частини серіалу де дія відбувається в Одесі, всі оригінальні репліки персонажів — російськомовні а не українськомовні; так українська журналістка Лєна Чичеріна у себе в Facebook розмістила пост де нарікала на факт того що за гроші українських платників податків знімають російськомовний серіал, а не українськомовний.

## Нагороди
- Статуетка PLATINUM REMI AWARD в номінації TV Mini — Series Міжнародного кінофестивалю WorldFest-Houston[20].